# Glionnetia sericea
Glionnetia sericea är en måreväxtart som först beskrevs av John Gilbert Baker, och fick sitt nu gällande namn av Deva D. Tirvengadum. Glionnetia sericea ingår i släktet Glionnetia och familjen måreväxter. Inga underarter finns listade i Catalogue of Life.